# Mazda 323 4WD Turbo (GTX)
La Mazda 323 4WD Turbo (denominata anche GTX in alcuni mercati) è una versione sportiva della Mazda 323 basata sulla quinta serie (sigla BF) prodotta dal 1986 al 1989, costruita con lo scopo di essere omologata per gareggiare nel Campionato del Mondo Rally.

## Descrizione e contesto
Quando la Mazda 323 4WD Turbo venne presentata nel 1986 Achim Warmbald, team manager del Mazda Rally Team Europe che all'epoca portava in gara una Mazda RX7 Gruppo B, intuì subito il potenziale della vettura in configurazione Gruppo A (in quel momento categoria minore) e cominciò a preparare una vettura per competere l'anno successivo.
Con la chiusura del Gruppo B quello stesso anno Mazda si trovò ad essere per la stagione 1987 l'unica casa automobilistica, insieme a Lancia con la Delta HF 4WD, ad avere un'auto dotata di motore turbo e trazione integrale adatta al regolamento del neo promosso Gruppo A, seppur con una cilindrata inferiore ai 2.0l consentiti dal regolamento per i motori turbo.
La Mazda 323 4WD Turbo ha vinto 3 tappe mondiali (Rally di Svezia nel 1987, Rally di Monte Carlo e Nuova Zelanda nel 1989) in Gruppo A, mentre ha vinto il titolo mondiale Rally Gruppo N (PWRC) nel 1988 guidata dal pilota belga Pascal Gaban.

## Caratteristiche tecniche
Il motore, che ha una cilindrata di 1597cm3 ed è dotato di distribuzione DOHC a 16 valvole (codice B6T, di base lo stesso motore utilizzato anche sulla Mazda MX-5), è dotato di turbocompressore IHI VJ14 con intercooler aria/aria, sviluppa 150CV a 6000 gr/min e 190nm a 5000 gr/min nel periodo 1986/1987, che scesero a 140CV a 6000 gr/min e 185nm a 5000 gr/min in seguito all'adozione del catalizzatore nel periodo 1988/1989.
Il sistema di trazione integrale permanente è dotato di differenziale centrale libero, che permette una ripartizione della coppia tra gli assi anteriore-posteriore di 50%|50% in condizioni di massima aderenza e può arrivare fino a una ripartizione l'intera coppia motrice su un solo asse in caso di perdita di aderenza. In caso di necessità è possibile bloccare il differenziale centrale (con un pulsante nella plancia comandi del cruscotto), in modo che la coppia venga ripartita uniformemente su entrambi gli assi; il cambio è a 5 marce.
Le sospensioni sono a 4 ruote indipendenti con schema McPherson sia all'anteriore che al posteriore, i freni sono dotati di dischi da 260mm autoventilati all'anteriore e 247mm pieni al posteriore.
Il gruppo ruota era composto da pneumatici 185/60 VR14 e cerchi in lega 14"x5,5J.
Le scelte tecniche adottate, unite al corpo vettura compatto e leggero (in ordine di marcia 1.110 kg), garantivano un'accelerazione da 0-100 km/h in 7,5 s e velocità massima di 205 km/h nonché una dinamica di guida molto efficace sia su asfalto che su fondi scivolosi.

## Palmarès
- 1 PWRC (1988) con Pascal Gaban